# 洛伊佩尔斯多夫-基茨拉登
洛伊佩尔斯多夫-基茨拉登是奥地利布尔根兰州上瓦特县的一个市镇。总面积15.88平方公里，总人口1261人，人口密度79.4人/平方公里（2001年）。